# Cista Provo
Cista Provo (1931-ig Provo) falu és község Horvátországban Split-Dalmácia megyében.

## Fekvése
Splittől légvonalban 40, közúton 57 km-re keletre, Makarskától légvonalban 25, közúton 41 km-re északnyugatra fekszik.

## A község települései
Közigazgatásilag Aržano, Biorine, Cista Velika, Dobranje és Svib települések tartoznak hozzá.

## Története
A község területe már az ókorban lakott volt. A plébániatemplomtól nyugatra több Gradina nevű magaslat is található, melyeken az illírek által épített erődített települések álltak. Vuičina Gradinán az i. e. 3. századból származó használati tárgyak is előkerültek. Területén több történelem előtti halomsír volt található, melyeknek egy része mára már megsemmisült. Számos ókori sírkő és szarkofág is előkerült különösen a Crljivica nevű helyen, ahol egykor temető lehetett, de találtak sírköveket a mai temető közelében és a temető kerítésébe falazva is. A Cista Velikához tartozó Crkvinán a Szent Jakab plébániatemplomtól délre mintegy kétszáz méterre halad el a Tiluriumból Naronába vezető római út. Ezen a területen 1993-ban és 2007-ben kora keresztény ókori és kora középkori szakrális épületegyüttest tártak fel, amelyhez temető is tartozott. Nem kevesebb mint öt, az 5. század közepe és a 10. század eleje között épített templom maradványait tárták itt fel. A leletek között ókori sírkövek, kora keresztény kőpadok, freskótöredékek, üvegből, csontból és kerámiából készített tárgyak, fémeszközök és római pénzek kerültek elő. A horvátok a 7. században települtek be erre a vidékre. Az itt feltárt öt templom közül négyet már ők építettek.
Cista első írásos említése a 14. században történt a radobiljai plébánia részeként. A török a 16. század elején foglalta el területét. A török uralom idejéből származik a Rojnica közelében található Török torony maradványa. A török uralomnak az 1718-ban megkötött pozsareváci béke vetett véget, ezután a térség visszakerült a Velencei Köztársaság uralma alá. A velencei uralomnak 1797-ben vége szakadt és osztrák csapatok vonultak be Dalmáciába. 1806-ban az osztrákokat legyőző franciák uralma alá került, de Napóleon lipcsei veresége után 1813-ban újra az osztrákoké lett. 1857-ben 336, 1910-ben 720 lakosa volt. 1918-ban az új szerb-horvát-szlovén állam, majd később Jugoszlávia része lett. A második világháború idején a Független Horvát Állam, majd a háború után a szocialista Jugoszlávia része lett. 1991 óta a független Horvátországhoz tartozik. 2011-ben a településnek 469, a hozzá tartozó településekkel együtt 2335 lakosa volt.

## Lakosság
| Lakosság változása | Lakosság változása | Lakosság változása | Lakosság változása | Lakosság változása | Lakosság változása | Lakosság változása | Lakosság változása | Lakosság változása | Lakosság változása | Lakosság változása | Lakosság változása | Lakosság változása | Lakosság változása | Lakosság változása | Lakosság változása |
| ------------------ | ------------------ | ------------------ | ------------------ | ------------------ | ------------------ | ------------------ | ------------------ | ------------------ | ------------------ | ------------------ | ------------------ | ------------------ | ------------------ | ------------------ | ------------------ |
| 1857               | 1869               | 1880               | 1890               | 1900               | 1910               | 1921               | 1931               | 1948               | 1953               | 1961               | 1971               | 1981               | 1991               | 2001               | 2011               |
| 336                | 0                  | 325                | 520                | 550                | 720                | 0                  | 695                | 768                | 717                | 716                | 845                | 607                | 687                | 526                | 469                |

(1869-ben és 1921-ben lakosságát Cista Velikához számították.)

## Nevezetességei
- Ókori várak maradványai a Szent Jakab templomtól nyugatra a Maglića Gradina, Vuičina Gradina, Kapuličina Gradina, Umorin Gradina és Blebića Gradina nevű magaslatokon.
- Történelem előtti halomsírok: Vržinova gomila (nagy része útépítés során semmisült meg), Cvankića gomila (hasonló sorsra jutott) és Raičeva gomila (legnagyobb része máig fennmaradt)
- Ókori sírkövek a Szent Jakab templom kerítésén kívül, kettő a temető kerítésébe, egy pedig a templom falába építve. A templomtól délre ötszáz méterre fekvő Zadužbinán egy szarkofág, hat sírkő és két talapzat található. Zadužbina maga egy kút, a környék legnagyobb kútja mely egykor marhaitató volt. A Crljivica nevű helyen kisebb halomsírok, hat szarkofág, négy sírkő és egy sírkőlap található, nagy részük ornamentikával díszített.
- Nagy méretű halomsírok találhatók az Imotskiról Triljbe menő főút mentén. Ezen a területen 16 szarkofág, 56 sírkő és 15 sírkőlap került elő. A halomsírok szintén történelem előttiek, melyeket csak később jelöltek meg sírkövekkel.
- Rojnica településrész közelében egy török korból származó torony romjai találhatók. A hagyomány Ala Metuzović nyári rezidenciájának tartja és valószínűleg Zadužbinát is ő építtette ki.
- Cista Velika településen található Crkvine, melynek helyén a késő ókori Trono állt. Itt a Szent Jekeb templomtól délre mintegy kétszáz méterre találhatók a Tiluriumból Naronába vezető római út maradványai. Ezen a területen 1993-ban és 2007-ben kora keresztény ókori és kora középkori szakrális épületegyüttest tártak fel, amelyhez temető is tartozott. Nem kevesebb mint öt, az 5. század közepe és a 10. század eleje között épített templom maradványait tárták itt fel. A leletek között ókori sírkövek, kora keresztény kőpadok, freskótöredékek, üvegből, csontból és kerámiából készített tárgyak, fémeszközök és római pénzek kerültek elő.
- Szent Péter apostol tiszteletére szentelt római katolikus plébániatemploma a Triljből Imotskira vezető út mellett áll. 1914-ben építették faragott kövekből, építésének legnagyobb támogatója a helyi kereskedő és elöljáró Stipe Madunić volt. A templom az apszissal együtt 19 méter hosszú és 11 méter széles. Az 1963-ban épített harangtorony egy emelet magas és piramis záródású. A Szent Péter szobrával díszített, fából faragott főoltár Tirolban készült. A hajó jobb oldalán a Szűz Mária oltár, bal oldalán a Szent István oltár található, melyeket szintén Tirolban faragtak.
- A Szent Márk kápolnát 1971-ben építették, a Šitumi településrész feletti Gradinán áll. Az oltárán látható kereszt Ante Šitum Getić ajándéka.

## Oktatás
A község első alapiskoláját Cista Velikán kezdték építeni 1909-ben és az építés 1911-ben fejeződött be. Az első tanítási nap 1911. szeptember 12-én volt. Az iskola két tanítóval és 90 gyermekkel kezdte meg működését. 1961-ben új iskolaépület építésébe kezdtek, mely 1969-re készült el. A legújabb iskolaépületet 2005 és 2007 között építették fel Cista Provon.

## Kultúra
A község jelentősebb kulturális és művészeti egyesületei az aržanoi ŠU „Josip Jović”, a cista velikai KUŠU „Cista Velika”, a cista provoi KUŠU „Provo”, a dobranjei KUŠU „Dobranje” és a svibi KU „Milenko Galić”.

## Sport
A község területén működő sportklubok a cista velikai „Gradina” bocsaklub, a „Cista Velika” kispályás labdarúgóklub és az aržanoi „Petar Žaja” sakk-klub. A helyi szervezők által rendezett kispályás labdarúgótornák a cista velikai „Mate Vučak-Čigra”, az aržanoi „Josip Jović” és a svibi „Milenko Galić”.